# British Columbia Highway 8
Der Highway 8 in British Columbia stellt eine Ost-West-Verbindung zwischen Highway 1, dem Trans-Canada Highway, und Highway 5, dem Coquihalla Highway, dar. Der Highway beginnt im Osten im Zentrum von Merritt und endet westlich in Spences Bridge. Der Highway hat eine Länge von 69 km und verläuft weitgehend entlang des Nicola Rivers, bis dieser in den Thompson River mündet.

## Streckenverlauf
In Merritt treffen mehrere Highways aufeinander: So führt Highway 5A und Highway 97C von Osten her kommend in die Gemeinde. Highway 5A wendet sich in der Ortsmitte nach Norden, Highway 97C führt weiter westwärts. Ab dieser Kreuzung wird Highway 8 auf der Route von Highway 97C mitausgezeichnet. Auf einer Strecke von vier Kilometer erfolgt die Doppelauszeichnung, dann wendet sich Highway 97C nach Norden, Highway 8 verläuft nach Westen. Diese Gabelung befindet sich zwischen Merritt und Lower Nicola. Der Highway folgt dem Nicola River bis zu dessen Mündung in den Thompson River. Ab dort verläuft der Highway entlang des Ostufers des Thompson Rivers, bis der Highway am südlichen Rand von Spences Bridge auf Highway 1 stößt und damit endet.